# Валдурна (Болцано)
Валдурна је насеље у Италији у округу Болцано, региону Трентино-Јужни Тирол.
Према процени из 2011. у насељу је живело 49 становника. Насеље се налази на надморској висини од 1567 м.